# 1386

## Události
- 4. března – korunovace Vladislava Jagella polským králem
- 9. května – uzavřena portugalsko-anglická aliance
- 25. června – zajetí uherské královny Alžběty Bosenské a její dcery Marie
- 9. července – švýcarsko-habsburská bitva u Sempachu
- Benátčané převzali vládu nad ostrovem Korfu

## Vědy a umění
- započala výstavba florentské kaple Brancacci
- založena univerzita v Heidelbergu

## Narození
- 12. března – Jošimoči Ašikaga, japonský šogun (†1428)
- 24. června – Jan Kapistrán, italský světec († 1456)
- ? – Marie Burgundská, vévodkyně savojská († 1422)
- ? – Jindřich XVI. Bavorský, bavorský vévoda († 1450)
- ? – Adolf II. Nasavský, nasavský hrabě († 1426)
- ? – Giovanni Tavelli, italský biskup, blahoslavený († 24. července 1446)

## Úmrtí
Česko
- 31. prosince – Johana Bavorská, česká královna, manželka Václava IV. (* asi 1356)
- ? – Vok z Kravař a Jičína, moravský šlechtic (* ?)

Svět
- 24. února – Karel III., neapolský král (* 1345)
- 24. března – Jan I. z Auvergne, hrabě z Auvergne a Boulogne
- 27. dubna – Eleonora Teles de Menezes, portugalská královna, manželka Ferdinanda I. (* 1350)
- 9. července – Leopold III. Habsburský, vévoda rakouský, korutanský a štýrský (* 1351)
- 25. července – Mikuláš I. Gorjanský, uherský palatin a bratislavský župan (* ?)
- ? – Anežka Holštýnská, vévodkyně saská (* ?)
- ? – Alice z Ibelinu, kyperská královna (* cca 1305)
- ? – Eufémie de Ross, skotská královna jako manželka Roberta II. (* ?)
- ? – Violanta Visconti, markýza z Montferratu (* 1354)

## Hlava státu
- České království – Václav IV.
- Moravské markrabství – Jošt Moravský
- Svatá říše římská – Václav IV.
- Papež – Urban VI. a Klement VII. (vzdoropapež)
- Anglické království – Richard II.
- Francouzské království – Karel VI. Šílený
- Polské království – Hedvika z Anjou a Vladislav II. Jagello
- Uherské království – Karel II. Neapolský » Zikmund Lucemburský
- Litevské knížectví – Vladislav II. Jagello
- Byzantská říše – Jan V. Palaiologos